# Phan Nghinh Tử
Phan Nghinh Tử (sinh ngày 21 tháng 5 năm 1949) là nữ diễn viên truyền hình Đài Loan nổi tiếng vào thập niên 1970-1980 với các bộ phim truyền hình Võ Tắc Thiên, Thái Bình công chúa, Phụng Nghi Đình.

## Tiểu sử
Phan Nghinh Tử sinh ra tại Giang Tô. Bà vào nghề rất sớm, bắt đầu đóng phim vào năm 16 tuổi cho hãng Thiệu thị huynh đệ tại Hồng Kông. Bộ phim đầu tiên mà bà tham gia là "Thất tiên nữ", đóng chung với Lăng Ba, nữ diễn viên nổi tiếng nhất thập niên 1960 với các vai giả trai. Tuy nhiên, sự nghiệp diễn xuất của bà chỉ thực sự khởi sắc khi chuyển tới Đài Loan.
Phan Nghinh Tử nổi tiếng với các bộ phim như Võ Tắc Thiên, Thái Bình công chúa, Phụng Nghi Đình,... Gần đây bà trở lại với nghiệp diễn và xuất hiện thường xuyên hơn trong các sự kiện giải trí.

## Danh sách phim

### Phim truyền hình
| Năm phát hành | Phim                             | Vai diễn chính                     |
| ------------- | -------------------------------- | ---------------------------------- |
| 1963          | Lương Sơn Bá – Chúc Anh Đài      | Vai phụ nhỏ                        |
| 1963          | Thất tiên nữ                     | Tam tiên tử                        |
| 1966          | Đại túy hiệp                     |                                    |
| 1966          | Biên thành tam hiệp              |                                    |
| 1967          | Độc tí đao                       |                                    |
| 1967          | Nguyệt dạ trảm                   |                                    |
| 1967          | Long hình bát kiếm               |                                    |
| 1967          | Cổ phiếu, cổ phiếu               |                                    |
| 1968          | Vân nê                           |                                    |
| 1969          | DAZục diễm cuồng lưu             |                                    |
| 1970          | Giang hồ tam nữ hiệp             |                                    |
| 1971          | Đại phá Bạch Liên giáo           |                                    |
| 1971          | Ngọc diện hiệp                   |                                    |
| 1975          | Lang vẫn                         |                                    |
| 1983          | Tân hỏa thiêu Hồng Liên tự       |                                    |
| 1983          | Tiểu tả đương sai                |                                    |
| 1984          | 1 + 1 Chưa Chắc Bằng 2           |                                    |
| 1984          | Thần điêu đại hiệp               | Tiểu Long Nữ                       |
| 1985          | Quỷ Bảo (Thần Châu Kiếm Khách)   | Tuyết Ma Nữ                        |
| 1985          | Nhất Đại Nữ hoàng - Võ Tắc Thiên | Hoàng đế Võ Tắc Thiên              |
| 1985          | Thái Bình công chúa              | Thái Bình công chúa - Võ Tắc Thiên |
| 1987          | Linh Sơn Thần Tiễn               | Tiên nữ Bạch Vũ Sương              |
| 1988          | Phụng Nghi Đình                  | Điêu Thuyền                        |
| 1990          | Dục hỏa phượng hoàng             | Mai Cơ và Mai Ngâm Sương           |
| 1992          | Nhất Đại Hoàng Hậu               | Đại Ngọc Nhi                       |
| 2012          | Mỹ Ly Cách Cách                  | Hiếu Trang Thái hậu                |

## Liên kế ngoài
- Phan Nghinh Tử trên IMDb